# ミハエル・カルボニック
- ミハエル・カルボウニク
- ミハエル・カルボフニク
- ミハウ・カルボフニク

ミハエル・カルボニック（ポーランド語: Michał Karbownik, 2001年3月13日 - ）は、ポーランド・マゾフシェ県ラドム出身のサッカー選手。ツヴァイテリーガ・ヘルタ・ベルリン所属。ポジションはDF、MF。

## クラブ経歴
ユース時代から地元のレギア・ワルシャワで過ごし、2019年にトップチームに昇格。同年9月2日の国内リーグエクストラクラサのラコフ・チェンストホヴァ戦でプロデビュー。以降先発に定着し、翌2020年3月に新型コロナウイルスの世界的感染拡大の影響で2019-20シーズンが中断するまで、ルーキーながらリーグ戦19試合に出場するなど主力選手に成長し、5月にはFCバルセロナをはじめ、トッテナム・ホットスパーFCやマンチェスター・シティFCにセルティックFCといった各国の有力チームが、カルボニックの獲得に興味を示していると報じられた。
2020年10月7日、ブライトン・アンド・ホーヴ・アルビオンFCと5年契約を締結。2020-21シーズンはローン移籍の形でレギア・ワルシャワでプレーし、2021年1月に正式にブライトンに加入。同年8月28日にはオリンピアコスFCへの1年間のローン移籍が発表された。2022年8月4日にはフォルトゥナ・デュッセルドルフにレンタル移籍。
2023年8月8日、ヘルタ・ベルリンに移籍した。

## 代表経歴
プロデビュー前の2018年に、U-17のポーランド代表に選出され、以降各ユース世代の代表に選出。2020年8月にフル代表初招集。